# 하이알라이
하이알라이(Jai alai)는 스페인이나 남미에서 하는 핸드볼 비슷한 구기이다. 또는 해당 스포츠에서 사용되는 공을 뜻하기도 한다.
1875년 세라핀 바로자(Serafin Baroja)가 만든 용어인 하이알라이는 경기가 열리는 프론톤(벽이 개방된 경기장)에도 느슨하게 적용되는 경우가 많다. 바스크어로 '즐거운 축제'라는 뜻의 이 게임은 바스크 지방에서는 '세스타푼타'라고 불린다. 이 스포츠는 전 세계적으로 진행되지만 특히 스페인, 프랑스 및 다양한 라틴 아메리카 국가에서 진행된다.